# Les Compagnons d'Eleusis
Les compagnons d'Eleusis est une série française réalisée par Claude Grinberg et diffusée à partir du 26 septembre 1975 sur TF1.
Adapté du roman éponyme d'Alain Page publié chez Albin Michel en 1975. C'est un des précurseurs des thrillers ésotériques de notre temps.

## Synopsis
Une mystérieuse organisation, qui se fait appeler Les Compagnons d'Eleusis, fait tomber des quantités importantes d'or sur le marché des métaux précieux, ce qui provoque un fort affolement dans les cercles financiers.
Un jeune journaliste et sa copine décident d'enquêter sur l'affaire...
Feuilleton mythique, futuriste dont le but était de faire rêver à une société harmonieuse comme au temps d'Éleusis, cité de la Grèce Antique.

## Fiche technique
- Réalisateur : Claude Grinberg
- Assistant réalisateur : Emmanuel Fonlladosa
- Scénario : Alain Page
- Société de production : Johnny Sevastopulos (Telfrance)
- Costumes : Eliane Villes
- Musique : Georges Delerue

## Distribution
- Bernard Alane : Vincent
- Hubert Gignoux : Verdier
- Thérèse Liotard : Sophie
- Yves Bureau : Durand
- Marcel Dalio : Mafle
- Catherine Sellers : Emmanuelle
- Jean-Pierre Chevallier : Le reporter
- Luce Fabiole : L'épicière
- Pierre Tabard : Beaumont
- Jean Degrave : Marceau
- François Devienne : Dumont
- Jacques Provins : Fabrègue
- Jean-Marie Robain : Julien
- Yvan Varco : Hervé Lafaurie
- Gabriel Cinque : Marin
- Catherine Frot : la gardienne
- Georges Lycan : Zéna
- Jacques David